# Dipoena bellingeri
Dipoena bellingeri là một loài nhện trong họ Theridiidae.
Loài này thuộc chi Dipoena. Dipoena bellingeri được Herbert Walter Levi miêu tả năm 1963.